# زاكاري كيل
زاكاري كيل (بالإنجليزية: Zachary Cale)‏ هو كاتب أغاني أمريكي، ولد في 12 نوفمبر 1978.

## وصلات خارجية
- زاكاري كيل على موقع ميوزك برينز (الإنجليزية)
- زاكاري كيل على موقع ديسكوغز (الإنجليزية)